# Volucella (журнал)
Volucella (нем. Die Schwebfliegen-Zeitschrift) — немецкий энтомологический журнал для публикации научных исследований о мухах семейства Журчалки (Syrphidae).

## История
Журнал основан в 1995 году энтомологами Германии и был именован по латинскому названию одного из родов мух семейства журчалок: Шмелевидки, или Volucella.

## Общие сведения
В журнале публикуются оригинальные научные статьи в различных областях диптерологии, включая систематику, фаунистику, филогению, экологию, эволюционную биологию, касающиеся мух семейства Журчалки (Syrphidae). Статьи публикуются на немецком и английском языках.
Выпускается Staatliches Museum fur Naturkunde Stuttgart. В 2007  году вышел 8-й том.
Редакторы — Dieter Doczkal (Kenigsberger Strasse 4, D-76316 Malsch, Germany) и Ulrich Schmid (Staatliches Museum fur Naturkunde Stuttgart, Rosenstein 1, D-70191 Stuttgart, Germany).

## ISSN
- ISSN 0947-9538 (print)